# طائر الفك
طائر الفَكّ أو جنيورنيس (بالإنجليزية:  Genyornis newtoni)‏ طائر ضخم منقرض غير قادر على الطيران كان يعيش في أستراليا . يبلغ طوله أكثر من مترين، ويحتمل أنه إما من آكلات اللحوم أو آكلة الأعشاب . انقرض قبل 30 ± 5 آلاف سنة. في الواقع انقرضت العديد من الأنواع الأخرى في أستراليا في ذلك الوقت بالتزامن مع وصول الإنسان الأول إلى أستراليا. أقرب الطيور لـ جنيورنيس في الشكل اليوم هي الدجاوزيات.

## الانقراض
تقترح نظريتان سببين رئيسيين لانقراض الحيوانات الضخمة. وهو إما بسبب العامل البشري أو بسبب تغير المناخ. أجريت دراسة على أكثر من 700 قطعة من قشور البيض لطائر الجنيورنيس لتحديد أعمارها وتأريخها . وتبين من خلال هذه الدراسة أن هذا الطائر قد قلت أعداده بشكل كبير وأنقرض على مدى فترة زمنية قصيرة . هذه الفترة قصيرة جدًا بحيث لا يمكن أعتبار عامل تغير المناخ سببا في الانقراض. اعتبر العلماء هذه النتيجة مؤشرا جيدا جدًا على أن حدث الانقراض الجماعي بأكمله في أستراليا كان بسبب العامل البشري وليس بسبب تغير المناخ.

في عام 2015 أجريت دراسة أخرى على بقايا قشور بيض طائر الجنيورنيس، وجمعت العينات (التي يعود عمرها إلى ما قبل 53.9 و 43.4 ألف سنة) من حوالي 200 موقع مختلف، أظهر تحليل الأحماض الأمينية في قشور البيض وجود علامات حروق عليها، وأن هذه الحروق متدرجة حراريًا وتتشابه إلى حد كبير مع الحروق المتدرجة التي تنتج عند تعريض البيض للجمر أو للحرارة العالية، مما يدل على إلى أن البشر كانوا يجمعون ويطهوون بيوض طيور الجنيورنيس منذ آلاف السنين قبل انقراضهم. هناك دراسة أجريت لاحقا افترضت بشكل «غير مؤكد» بأن هذه البيوض تعود في الواقع لطائر الكافور القزمي العملاق وهو نوع من الطيور الشقبانية المنقرضة.

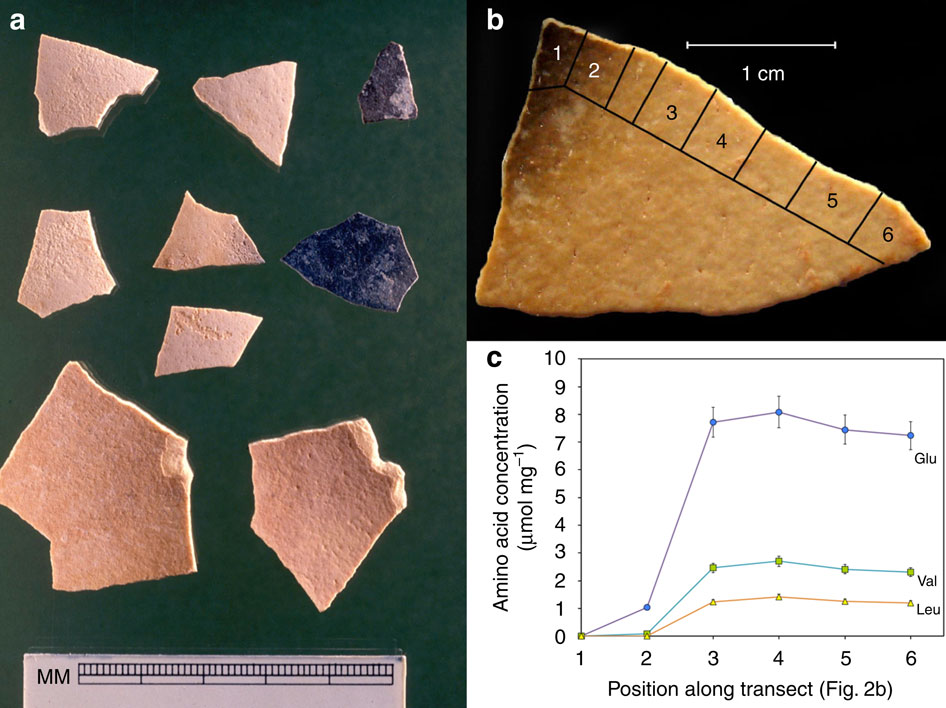
صورة توضح عينات من قشور البيض التي عثر عليها

في مايو 2010 ، أعلن علماء الآثار عن إعادة اكتشاف لوحة فنية منحوتة في الصخر للسكان الأصليين في الإقليم الشمالي الأسترالي، يقدر عمرها بحوالي 40,000 سنة . تصور هذه اللوحة اثنين من طيور الجنيورنيس بالتفصيل. وقد اقترح أيضًا (استنادًا إلى تأريخ السكان الأصليين) أن آخر طيور الجنيورنيس كان يعيش في جنوب غرب ولاية فيكتوريا الإسترالية قبل انقراضه حيث المناخ المعتدل .